# Anatolij Kamniew
Anatolij Pietrowicz Kamniew (ros. Анатолий Петрович Камнев, ur. 27 listopada 1948 w Moskwie lub Szarkowszczyźnie, zm. 10 listopada 1992) – radziecki bokser, wicemistrz Europy z 1973, olimpijczyk.
Startował w wadze lekkopółśredniej (do 63,5 kg). Wystąpił w niej na igrzyskach olimpijskich w 1972 w Monachium, gdzie wygrał jedną walkę, a w następnej przegrał przez nokaut z Andrésem Moliną z Kuby i odpadł z turnieju.
Zdobył srebrny medal w tej kategorii na mistrzostwach Europy w 1973 w Belgradzie, gdzie pokonał m.in. wicemistrza olimpijskiego Bułgara Angeła Angelowa w eliminacjach, a w finale przegrał z Jugosłowianinem Marijanem Benešem.
Był mistrzem ZSRR w wadze lekkopółśredniej w 1972 i 1973, wicemistrzem w wadze lekkiej (do 60 kg) w 1970 oraz brązowym medalistą w wadze lekkopółśredniej w 1976.
Zmarł tragicznie, pchnięty nożem w pociągu, gdy usiłował obronić ofiarę rabunku.